# Щъркелчето Ричард
„Щъркелчето Ричард“ (на английски: Richard the Stork/A Stork's Journey) e компютърно-анимационен приключенски филм от 2017 година на режисьорите Тоби Генкел и Реза Мемари. Премиерата на филма се състои на Берлинския международен кинофестивал в Германия на 12 февруари 2017 г., след това е пуснат за органичено време в Google Play на 1 юни 2017 г.

## В България
В България филмът излиза по кината на 12 май 2017 г. от „Про Филмс“.

### Синхронен дублаж
| Роля              | Изпълнител |
| ----------------- | --- |
| Щъркелчето Ричард | Веселин Симеонов |
| Олга              | Ана-Мария Лалова |
| Кики              | Христо Бонин |
| Макс              | Калоян Лулчев |
| Аврора            | Петя Абаджиева |
| Кладий            | Христо Чешмеджиев |
| Други гласове     | Атанас Сребрев Вилма Карталска Йоанна Драгнева Златина Тасева Константин Лунгов Татяна Етимова Явор Караиванов Петър Калчев Росен Русев Светломир Радев Николай Върбанов Камен Иванов Виктор Иванов Сотир Мелев Петър Бонев Кирил Бояджиев Станислав Пищалов |

| Обработка           | студио „Про Филмс“ |
| ------------------- | ------------------ |
| Режисьор на дублажа | Николина Петрова   |